# Bredstjärtad kolibri
Bredstjärtad kolibri (Selasphorus platycercus) är en fågel i familjen kolibrier som förekommer i västra Nordamerika och Centralamerika.

## Kännetecken

### Utseende
Bredstjärtad kolibri är en 9,5–10 cm med grön ovansida, kort och rak svart näbb och orangeaktiga flanker. Jämfört med rostkolibrin är den något större med längre och bredare stjärt med rostrött endast längst in på de yttre stjärtpennorna. Hanen har rosenröd strupe.

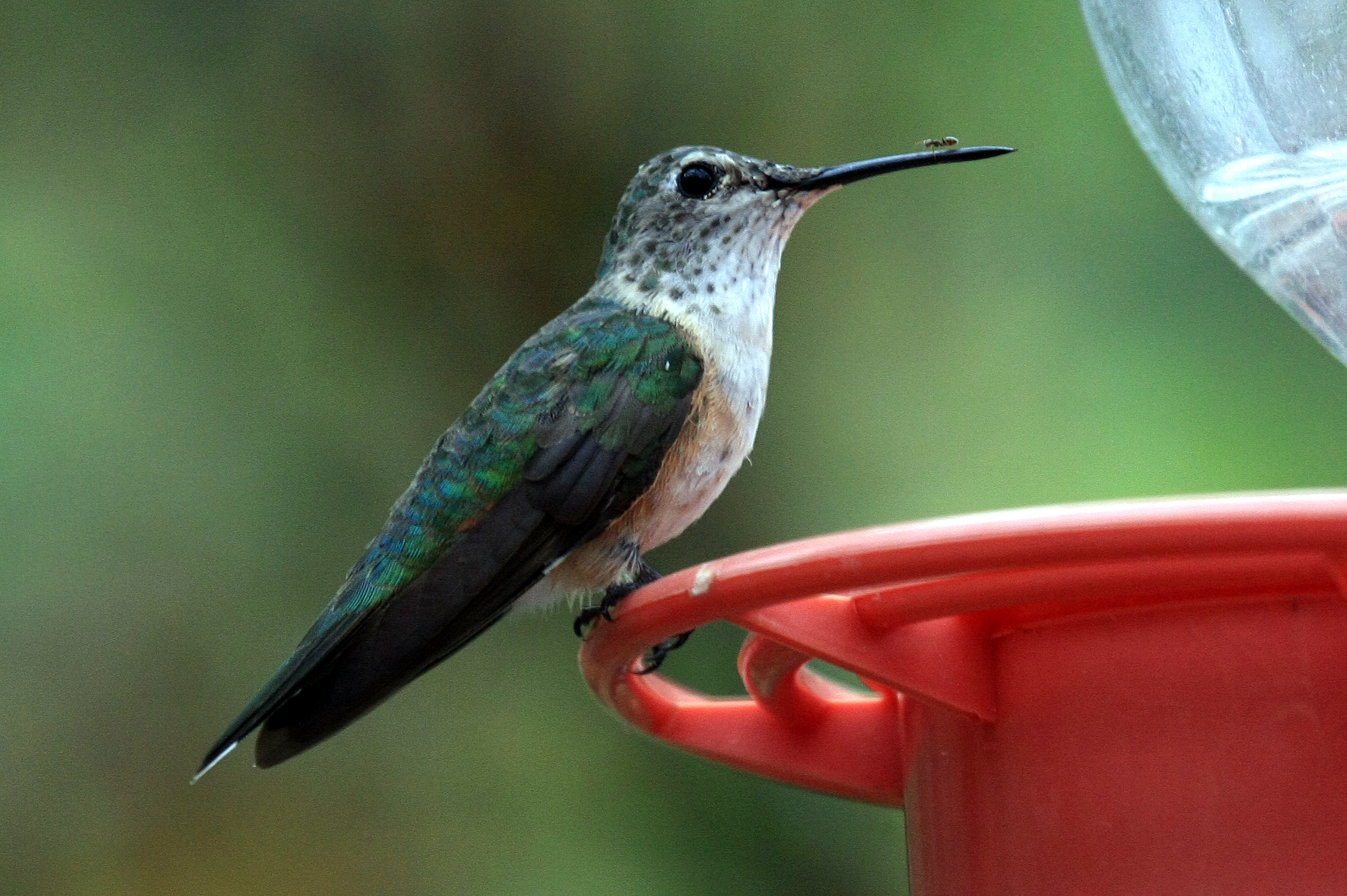
Bredstjärtad kolibri i Arizona.

### Läten
Hanens vingslag skapar som en musikalisk drill i flykten, mörkare än både rostkolibrin och kalifornienkolibri. Lätet är ett vasst tjippande likt rostkolibrin, men något ljusare.

## Utbredning och systematik
Bredstjärtad kolibri förekommer i bergsområden från sydvästra USA till Mexiko och Guatemala. Den är flyttfågel i USA, stannfågel i Mexiko och Guatemala. Fågeln behandlas som monotypisk, det vill säga att den inte delas in i några underarter.

## Levnadssätt
Fågeln hittas i bergsbelägna torra barrskogar. Den lever liksom andra kolibrier av nektar, från blommande buskar och lågväxande perenner som Penstemon, Ipomopsis och Castilleja. Arten häckar i USA mellan april och juni i Texas, maj–juli i Arizona och Colorado samt juni–juli i Utah.

## Status och hot
Arten har ett stort utbredningsområde, men tros minska i antal, dock inte tillräckligt kraftigt för att den ska betraktas som hotad. Internationella naturvårdsunionen IUCN listar arten som livskraftig (LC). Beståndet uppskattas till 9,8 miljoner vuxna individer.